# 楊紱
楊紱，新城人，清朝政治人物。举人出身。
乾隆二十八年（1763年），擔任清朝廣州府南海縣知縣。后由魯慶接任。